# Palau Dou
El Palau Dou és un edifici situat entre els carrers de Sant Pere Més Baix i Mitjà de Barcelona, catalogat com a bé amb elements d'interès (categoria C) i inclòs a l'Inventari del Patrimoni Cultural Català. Actualment allotja l'Escola Cervantes.

## Història
Segons la documentació notarial, el jurista Jacint de Dou i Sacalm tenia una propietat en aquest indret. Casat amb Isabel de Solà, fou succeït pel seu fill Ignasi de Dou i de Solà (1691-1749), també jurista, que es va casar amb Gertrudis de Bassols i Colomer (1699-1762). El 1776, el seu fill Ignasi de Dou i de Bassols (1730-1802), també jurista, va adquirir la casa veïna al ciutadà honrat Josep Brichfeus i Massiques, resident a Castellterçol i usufructuari de la seva dona Gertrudis de Pons, que tenia una altra al costat de ponent. El 1789, Ignasi de Dou va demanar permís per a enderrocar i reconstruir unes cases al carrer de Sant Pere Mitjà, però només se'n va construir la planta baixa, i el 1791 va adquirir en emfiteusi al carnisser Rafael Mateu una casa al mateix carrer.
Fou succeït pel seu fill Gaietà de Dou i de Taiadella (1778-1821), que el 1806 va demanar permís per a reformar la façana del carrer de Sant Pere Mitjà, segons el projecte del mestre de cases Francesc Amill i Pujol. El 1808, es va casar amb Gertrudis de Siscar i Fernández-Calderón, època en què s'iniciaria una nova campanya d'obres, interrompuda per la invasió napoleònica. Entre 1818 i 1819, l'arquitecte lleidatà Antoni Cellers i Azcona va construir-hi un palau neoclàssic, tot aprofitant la façana i la primera crugia de les edificacions existents al carrer de Sant Pere Més Baix.

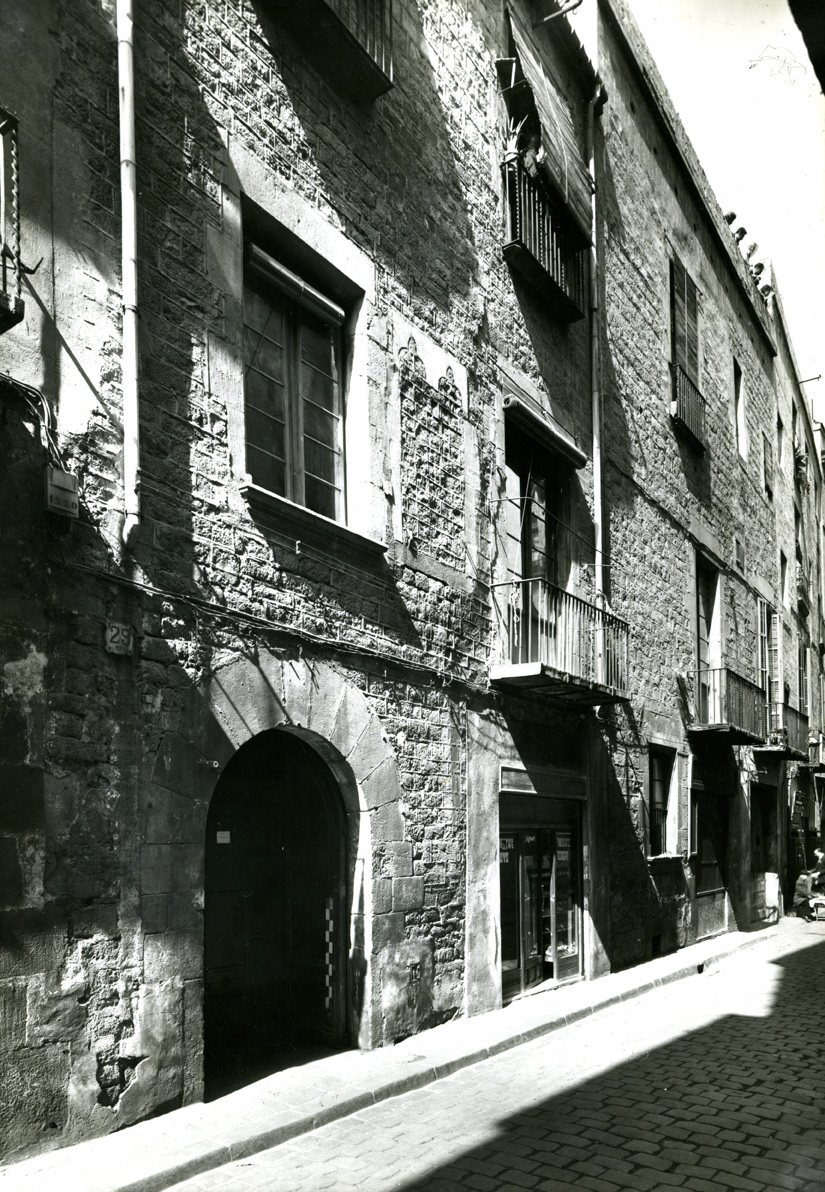
Façana del palau el 1955, abans de la remodelació

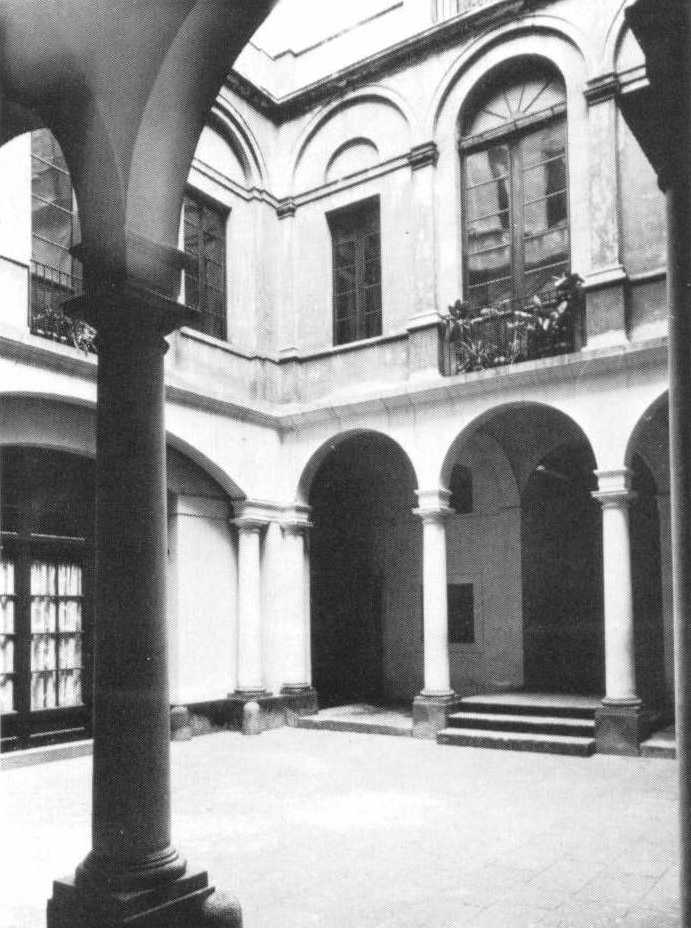
Pati del palau el 1955

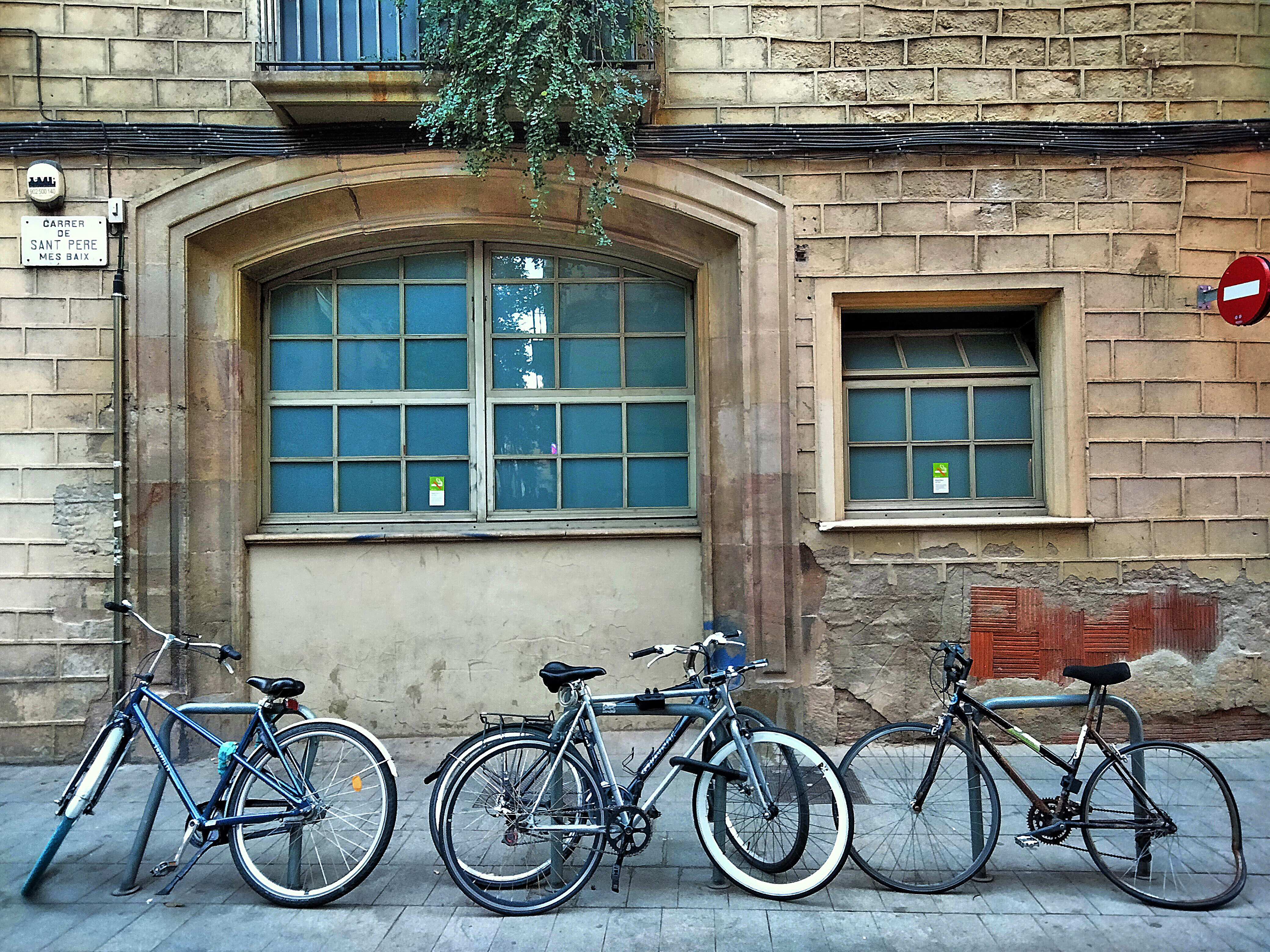
Antiga porta principal d'arc escarser, convertida en finestra

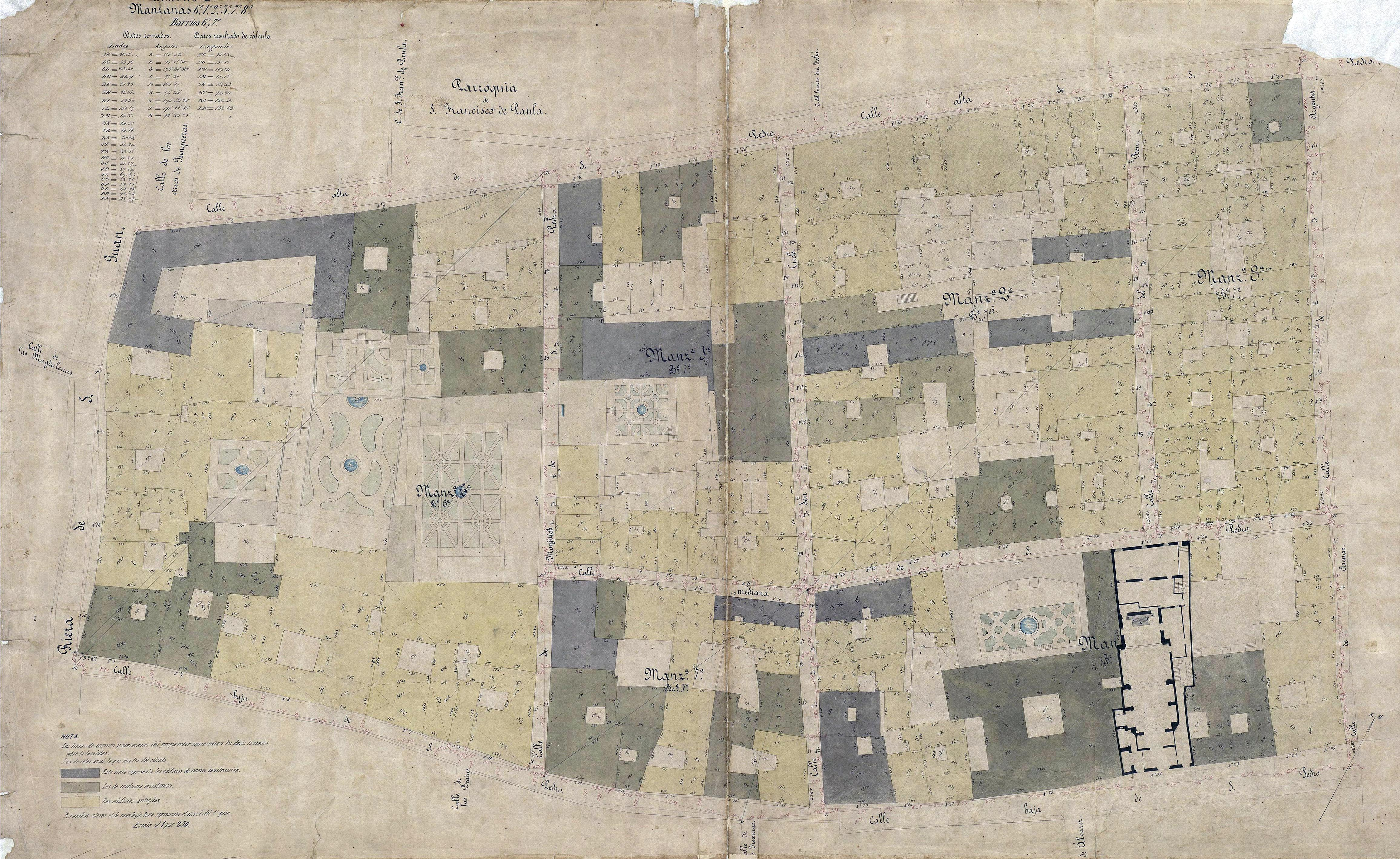
Quarteró núm. 24 de Garriga i Roca (c. 1860)

El 1864, l'hereu Joaquim Maria de Dou i de Siscar (1813-1866), casat amb la seva cosina Maria Rosa de Moner i de Siscar (1825-1869), va encarregar al mestre d'obres Francesc Batlle i Felip la construcció d'un terrat sobre la teulada existent al núm. 31-31 bis. Fou succeït per la filla única del matrimoni, Gertrudis de Dou i de Moner (1844-1924), casada amb Lluís Ferran d'Alòs i de Martín (1839-1904), que el 1880 rebé el títol de marquès de Dou de mans del papa Lleó XIII. El 1897, l'electricista Josep Maria Torner hi va fer un projecte d'instal·lació d'enllumenat elèctric. Durant la Guerra Civil, els marquesos abandonaren la ciutat i el seu patrimoni fou confiscat. Posteriorment, la instal·lació de l'Escola Cervantes hi va motivar les primeres reformes.
A causa del mal estat de l'immoble, entre 1988 i 1993 s'hi va fer una profunda remodelació a càrrec de l'arquitecte Juan Antonio Zaragoza, que va desfigurar notablement tant els interiors com la façana principal, de la qual només en queden els baixos i el primer pis.

## Descripció
L'edifici del núm. 29 bis és una construcció de carreus irregulars dels segles xvii i xviii, que inclou vestigis gòtics, segurament del segle xv, com una finestra coronella tapiada del primer pis, entre una finestra i un balcó barrocs i, potser, el portal d'arc adovellat dels baixos. Als baixos hi ha un portal rectangular i al segon pis hi havia dos balcons petits de pedra amb motllures, sota una tortugada que feia de cornisa (actualment desapareguts). L'edifici dels núms. 31-31 bis presenta exteriorment una façana de carreus rejuntats, amb balcons de llosana ceràmica i emmarcament de pedra. Els pisos segon i tercer, de construcció recent, tenen finestres quadrades sense cap decoració, però respectant els eixos verticals, i el parament contrasta amb la part inferior pel revestiment llis i de color granat. L'accés actual es fa per una obertura arquitravada amb llinda metàl·lica, i la porta original d'arc escarser adjacent ha estat anul·lada al convertir-la en finestral.
L'interior s'organitza al volant d'un pati central amb galeries d'arcs de mig punt i columnes i pilastres toscanes, de cert regust mallorquí. Són destacables les bases d'aquestes columnes, que presenten un pedestal atípic amb unes fites de pedra a cada cantonada, possiblement per evitar cops dels carruatges. Es té notícia de la sala del piano, la rodona, la vermella, la del tocador, la biblioteca, els mobles d'estil imperi i els tapissos del Zodíac. Al jardí hi havia un sortidor i dues estàtues d'Adam i Eva, probablement situades en els nínxols que flanquegen la porta central de la façana posterior. El terraplè sobre el qual se sustentava fou desmuntat, i al seu lloc hi ha una pista poliesportiva.